# Longueil-Annel
Pour les articles homonymes, voir Longueil (homonymie).
Longueil-Annel est une commune française située dans le département de l'Oise, en région Hauts-de-France.

## Géographie

### Localisation
Longueil-Annel est un bourg marqué par sa situation fluviale et sa culture de la batellerie, situé 6 km au nord-est de Compiègne, 55 km à l'est de Beauvais et 80 km au nord-est de Paris.
La commune se trouve dans l'aire d'attraction de Compiègne, dans son unité urbaine et sa zone d'emploi, ainsi que dans le bassin de vie de Thourotte.

### Communes limitrophes
Les communes limitrophes sont Choisy-au-Bac, Clairoix, Coudun, Giraumont, Janville, Mélicocq, Le Plessis-Brion et Thourotte.
| Giraumont | Mélicocq          | Thourotte        |
|           | Longueil-Annel    | Le Plessis-Brion |
| Coudun    | Janville Clairoix | Choisy-au-Bac    |

### Hydrographie

#### Réseau hydrographique

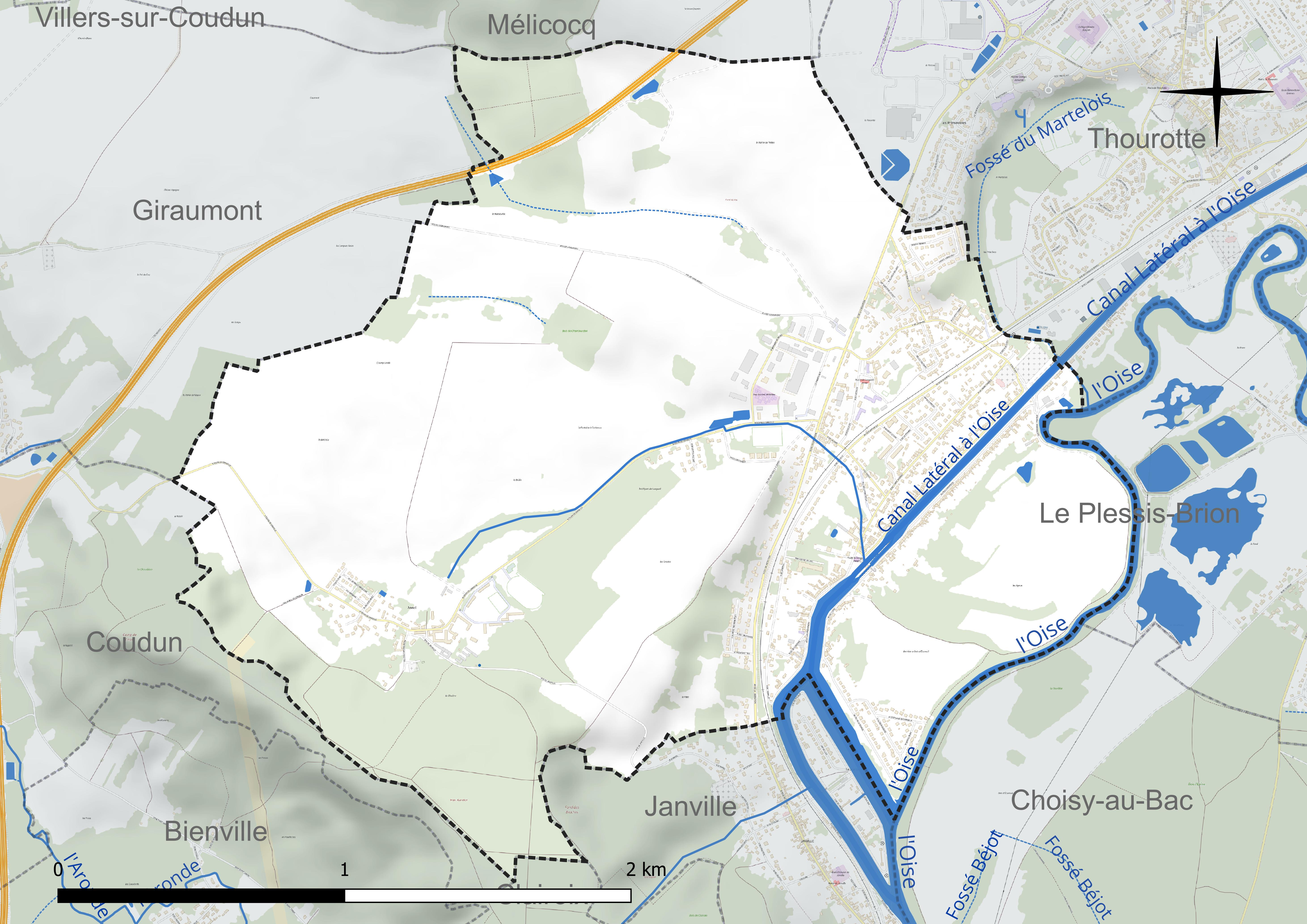
Réseau hydrographique de Longueil-Annel.

La commune est située dans le bassin Seine-Normandie.
Elle est drainée par le canal latéral à l'Oise, l'Oise et le fossé du Martelois,,.
Le canal latéral à l'Oise est un canal de gabarit Freycinet qui dessert l'Est de la Picardie. D'une longueur de 35 km, il connecte le canal de Saint-Quentin (depuis Chauny) à l'Oise canalisée à hauteur de JanvilleChauny) à l'Oise canalisée à hauteur de Janville, après avoir traversé 22 communes.
L'Oise prend sa source en Belgique, à 309 mètres d'altitude, dans l'ancienne commune de Forges et se jette dans la Seine à 20 mètres d'altitude, au Pointil en rive droite et en aval du centre de Conflans-Sainte-Honorine dans le département des Yvelines. D'une longueur 341 kilomètres, elle est presque entièrement navigable et bordée de canaux sur 104 kilomètres.

#### Gestion et qualité des eaux
Le territoire communal est couvert par le schéma d'aménagement et de gestion des eaux (SAGE) « Sensée ». Ce document de planification concerne un territoire de 1 013 km2 de superficie, délimité par le bassin versant de l'Oise moyenne. Le périmètre a été arrêté le 24 avril 2017 et le SAGE est, en 2024, encore en élaboration. La structure porteuse de l'élaboration et de la mise en œuvre est le syndicat mixte du SAGE Oise-Moyenne (SMOM).
La qualité des cours d'eau peut être consultée sur un site dédié géré par les agences de l'eau et l'Agence française pour la biodiversité.

### Climat
Pour des articles plus généraux, voir Climat des Hauts-de-France et Climat de l'Oise.
En 2010, le climat de la commune est de type climat océanique dégradé des plaines du Centre et du Nord, selon une étude du CNRS s'appuyant sur une série de données couvrant la période 1971-2000. En 2020, Météo-France publie une typologie des climats de la France métropolitaine dans laquelle la commune est dans une zone de transition entre le climat océanique et le climat océanique altéré et est dans la région climatique Nord-est du bassin Parisien, caractérisée par un ensoleillement médiocre, une pluviométrie moyenne régulièrement répartie au cours de l'année et un hiver froid (3 °C).
Pour la période 1971-2000, la température annuelle moyenne est de 10,7 °C, avec une amplitude thermique annuelle de 14,8 °C. Le cumul annuel moyen de précipitations est de 684 mm, avec 11,3 jours de précipitations en janvier et 8,3 jours en juillet. Pour la période 1991-2020, la température moyenne annuelle observée sur la station météorologique la plus proche, située sur la commune de Margny-lès-Compiègne à 5 km à vol d'oiseau, est de 11,2 °C et le cumul annuel moyen de précipitations est de 633,5 mm,. Pour l'avenir, les paramètres climatiques de la commune estimés pour 2050 selon différents scénarios d'émission de gaz à effet de serre sont consultables sur un site dédié publié par Météo-France en novembre 2022.
| Mois                                  | jan.          | fév.           | mars           | avril         | mai             | juin          | jui.          | août           | sep.          | oct.          | nov.             | déc.             | année     |
| ------------------------------------- | ------------- | -------------- | -------------- | ------------- | --------------- | ------------- | ------------- | -------------- | ------------- | ------------- | ---------------- | ---------------- | --------- |
| Température minimale moyenne (°C)     | 1,5           | 1,8            | 3,4            | 5,4           | 8,8             | 11,5          | 13,3          | 13,3           | 10,5          | 8,2           | 4,7              | 2,2              | 7         |
| Température moyenne (°C)              | 3,9           | 4,8            | 7,5            | 10,5          | 13,8            | 16,9          | 19            | 18,9           | 15,6          | 12            | 7,5              | 4,5              | 11,2      |
| Température maximale moyenne (°C)     | 6,4           | 7,9            | 11,6           | 15,5          | 18,8            | 22,2          | 24,7          | 24,6           | 20,7          | 15,9          | 10,3             | 6,9              | 15,5      |
| Record de froid (°C) date du record   | −15 07.01.09  | −10,3 07.02.12 | −10,4 13.03.13 | −4,8 07.04.21 | −0,6 07.05.1997 | 3,1 01.06.06  | 4,9 03.07.11  | 4,9 28.08.1998 | 0,5 30.09.18  | −4,6 28.10.03 | −10,4 24.11.1998 | −11,3 29.12.1996 | −15 2009  |
| Record de chaleur (°C) date du record | 14,8 09.01.15 | 19 27.02.19    | 25,1 31.03.21  | 27,5 19.04.18 | 30,6 27.05.05   | 35,5 18.06.22 | 41,5 25.07.19 | 39,2 12.08.03  | 34,8 15.09.20 | 28,2 01.10.11 | 20,2 06.11.18    | 16,4 07.12.00    | 41,5 2019 |
| Précipitations (mm)                   | 50,9          | 44,9           | 42,7           | 42,1          | 57,7            | 54,4          | 56,6          | 62,9           | 43,9          | 60,2          | 52,6             | 64,6             | 633,5     |

## Urbanisme

### Typologie
Au 1er janvier 2024, Longueil-Annel est catégorisée ceinture urbaine, selon la nouvelle grille communale de densité à sept niveaux définie par l'Insee en 2022.
Elle appartient à l'unité urbaine de Compiègne, une agglomération intra-départementale regroupant quatorze communes, dont elle est une commune de la banlieue,,.
Par ailleurs la commune fait partie de l'aire d'attraction de Compiègne, dont elle est une commune de la couronne,. Cette aire, qui regroupe 101 communes, est catégorisée dans les aires de 50 000 à moins de 200 000 habitants,.

### Occupation des sols

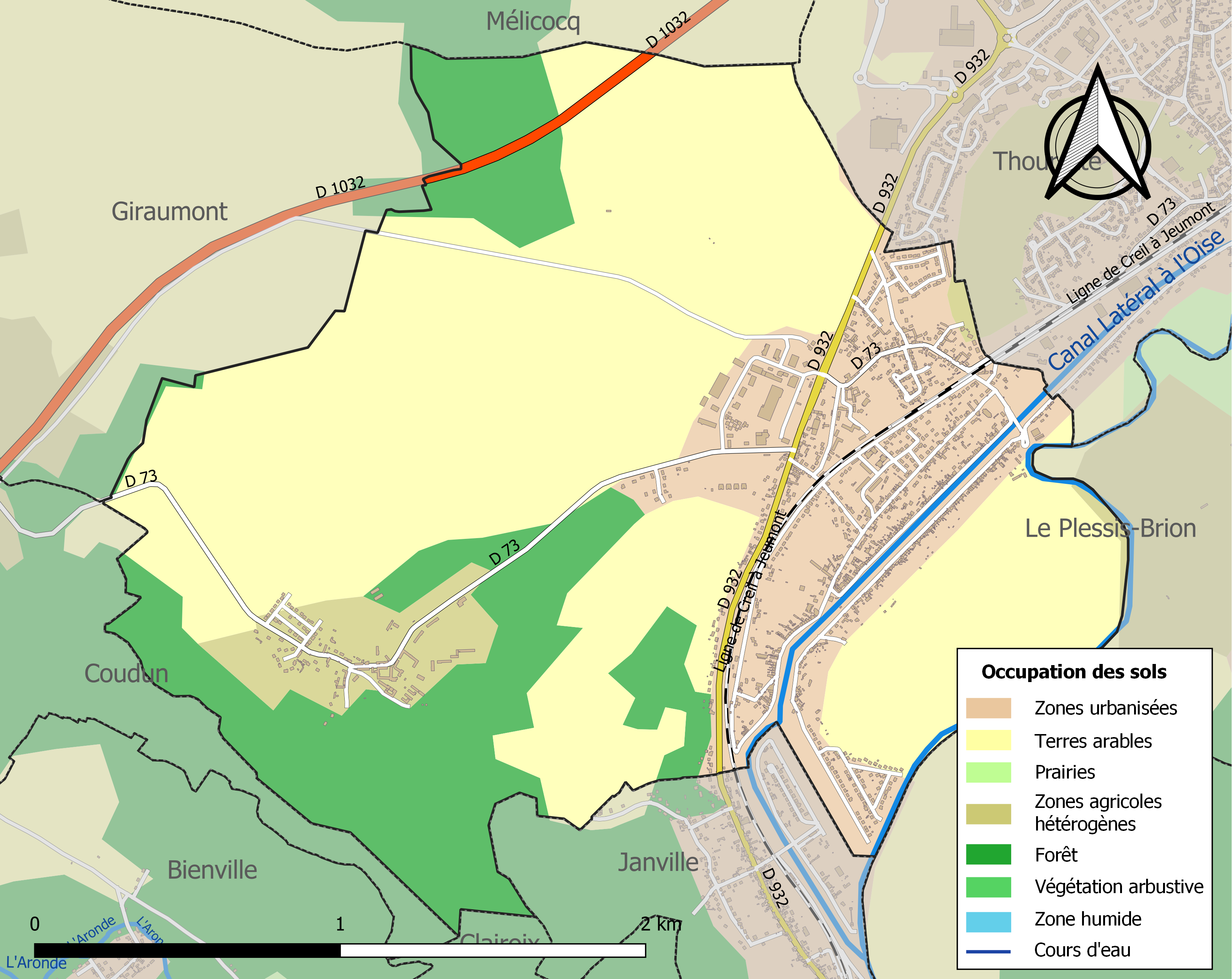
Carte des infrastructures et de l'occupation des sols de la commune en 2018 (CLC).

L'occupation des sols de la commune, telle qu'elle ressort de la base de données européenne d'occupation biophysique des sols Corine Land Cover (CLC), est marquée par l'importance des territoires agricoles (60,6 % en 2018), une proportion sensiblement équivalente à celle de 1990 (61,4 %).
La répartition détaillée en 2018 est la suivante :
terres arables (55,8 %), zones urbanisées (19,8 %), forêts (19,6 %), zones agricoles hétérogènes (4,8 %).
L'évolution de l'occupation des sols de la commune et de ses infrastructures peut être observée sur les différentes représentations cartographiques du territoire : la carte de Cassini (XVIIIe siècle), la carte d'état-major (1820-1866) et les cartes ou photos aériennes de l'IGN pour la période actuelle (1950 à aujourd'hui).

### Hameaux et écarts
Le chef-lieu de la commune est à Longueil et compte un hameau, celui d'Annel.

### Habitat et logement
En 2021, le nombre total de logements dans la commune était de 1 252, alors qu'il était de 1 166 en 2016 et de 1 009 en 2011.
Parmi ces logements, 91,4 % étaient des résidences principales, 1 % des résidences secondaires et 7,6 % des logements vacants. Ces logements étaient pour 73,6 % d'entre eux des maisons individuelles et pour 26,2 % des appartements.
Le tableau ci-dessous présente la typologie des logements à Longueil-Annel en 2021 en comparaison avec celle de l'Oise et de la France entière. Une caractéristique marquante du parc de logements est ainsi la faible proportion des résidences secondaires et logements occasionnels (1 %) par rapport au département (2,4 %) et à la France entière (9,7 %).
| Typologie                                               | Longueil-Annel | Oise | France entière |
| ------------------------------------------------------- | -------------- | ---- | -------------- |
| Résidences principales (en %)                           | 91,4           | 90,5 | 82,2           |
| Résidences secondaires et logements occasionnels (en %) | 1              | 2,4  | 9,7            |
| Logements vacants (en %)                                | 7,6            | 7    | 8,1            |

### Voies de communication et transports
Longueil-Annel est desservie par le tracé historique de l'ex-RN 32 (actuelle RD 932) et tangentée au nord par sa déviation (RD 1032).
La commune dispose de la gare de Longueil-Annel sur la ligne de Creil à Jeumont, desservie par des trains TER Hauts-de-France qui effectuent des missions entre les gares de Compiègne et de Saint-Quentin. En 2019, la halte est desservie par quinze trains quotidiens.
La commune est desservie, en 2023, par les lignes 667, 668, 6306, 6321 et 6334 du réseau interurbain de l'Oise.

## Toponymie
Au cours des siècles, le nom de la localité est attesté sous diverses formes :
- Longonium (en 877) et Langoilum (en 1092), dans le cartulaire de l'abbaye Saint-Corneille de Compiègne ;
- Longonium subtus Thorotam, c'est-à-dire Longueil sous Thourotte (1263 - cartulaire de l'abbaye d'Ourscamp) ;
- Longonium juxta Thorotam (Longueil près de Thourotte) vers 1270 ;
- Longueil, Longueil sous Thourotte.

Durant la Révolution, la commune porte en 1793 le nom de Longueil-sur-Oise.
La commune prend en 1903 le nom de Longueil-Annel, constitué de celui des collectivités qui ont fusionné en 1826, Longueil et Annel.
Le nom de Longueil est formé de deux éléments : longus et ialum. Ce dernier, venant de l'élément gaulois ialon désigne un endroit découvert (essart, clairière) ; il fut assez fréquent dans le bassin parisien, où il paraît avoir désigné les premiers centres de défrichements ayant formé des domaines. Quant au premier élément, il peut désigner l'adjectif long ou le nom de personne latin longus. En conséquence, le nom de Longueil pourrait signifier « la longue clairière » ou « la clairière de Longus ».

Cependant, des recherches récentes permettent d'avancer une autre hypothèse basée sur l'existence du gaulois longo, navire (cf. gallois llong, navire ; vieil irlandais long, vaisseau, navire, vase), c'est-à-dire « clairière où l'on fabrique des navires » ou « lieu des navires ».
Annel est mentionnée sous les formes Annelium juxta Condanum, Annel près de Coudun (XIIIe siècle), Anneel (cartulaire de l'abbaye d'Ourscamp), Anneli et Annet (XVIe siècle).
L'origine du nom d'Annel paraît être aulne, en latin alnus, en picard anel ou anele[Information douteuse][réf. nécessaire] ; la présence de cet arbre dans la localité d'Annel est attestée au début du XIXe siècle.

## Histoire

### Moyen Âge
À l'origine, Longueil était le siège d'une petite seigneurie donnée en 877 par Charles le Chauve à l'abbaye Saint-Corneille de Compiègne, lors de la fondation de cet établissement.
Cette terre ne paraît pas avoir eu d'autres seigneurs temporels que les abbés de Compiègne. Cependant une pierre tombale qui se trouvait dans le chœur de l'église de Longueil portait l'effigie d'un chevalier armé et indiquait la sépulture de Charles de Pehu, seigneur en partie de Longueil-sous-Thourotte, homme d'armes et pensionnaire du Roi, lequel trépassa le jour de Noël en 1568.
À gauche de celle-ci était une autre tombe représentant un personnage les mains jointes, ayant près de lui son heaume avec ses écussons portant une croix chargée de cinq besants sculptés et cette inscription : « Cigist Jean de Pehu - esculier seigneur de la Motte ; home d'armes des ordonnances du Roy, soubs la charge de Monseigneur le Duc de Montmorenci, quy trépassa le XXI jour de septembre mil VCLVII, prie dieu pour luy ».
Il se pourrait que l'abbaye ait donné en fief, une partie de la seigneurie de Longueil tout en réservant la suzeraineté. Le cartulaire d'Ourscamp fait mention de Regnaud de Longueil, possesseur de fiefs, recueil de titres, chevalier, qui en 1282, déclarait que l'abbaye lui devait un denier de cens annuel, sur une pièce de terre sise au Santoir de Longueil. À cet acte pendait un sceau rond portant au milieu un écusson chargé d'un lion et en légende « +S. Regnant de Longueil escuier ».

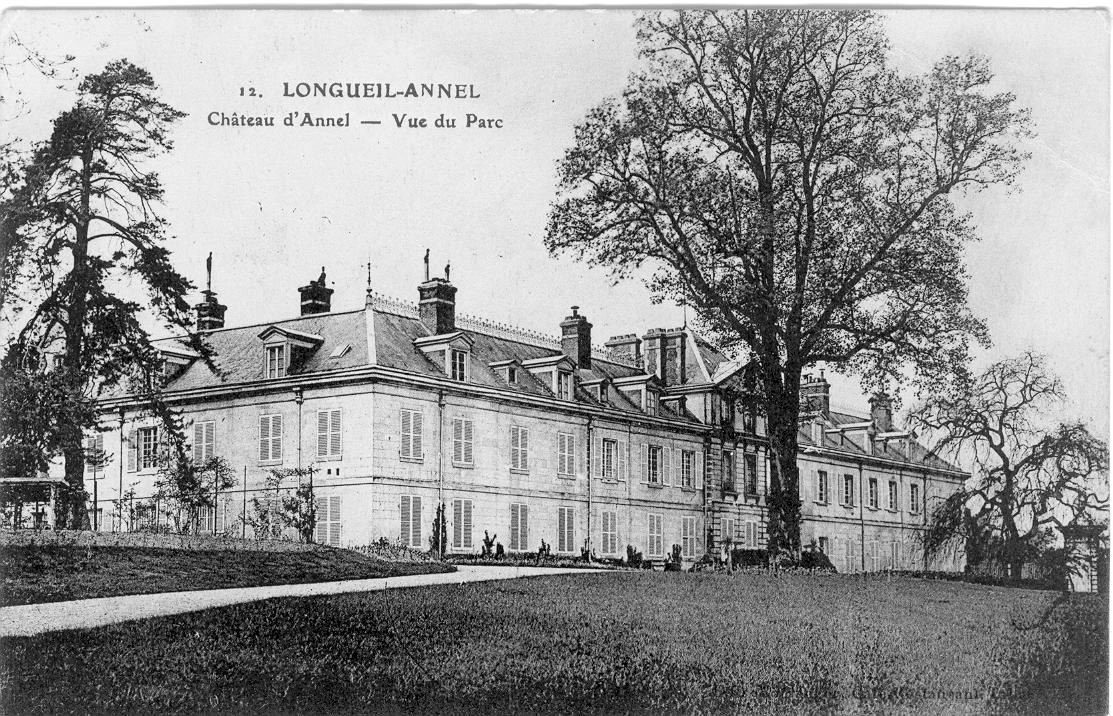
Le château d'Annel.

### Temps modernes
En 1771 est créé au château d'Annel la première école d'agriculture en France, créée par Pierre-Lucien Pannelier.
Circonscriptions d'Ancien Régime
La paroisse de Longueil faisait partie du bailliage, de la juridiction et de l'élection de Compiègne.

### Époque contemporaine
La commune est instituée sous la Révolution française. Elle absorbe en 1826 celle d'Annel et prend en 1903 le nom de Longueil-Annel.
La commune est desservie par le chemin de fer dès 1849 avec la mise en service de la gare de Longueil-Annel, facilitant les déplacements des habitants. Le bâtiment de la gare, inutilisé de longie date, est détruit en 2019, et les installations ferroviaires constituent une simple halte.

Longueil-Hannel au tout début du XXe siècle
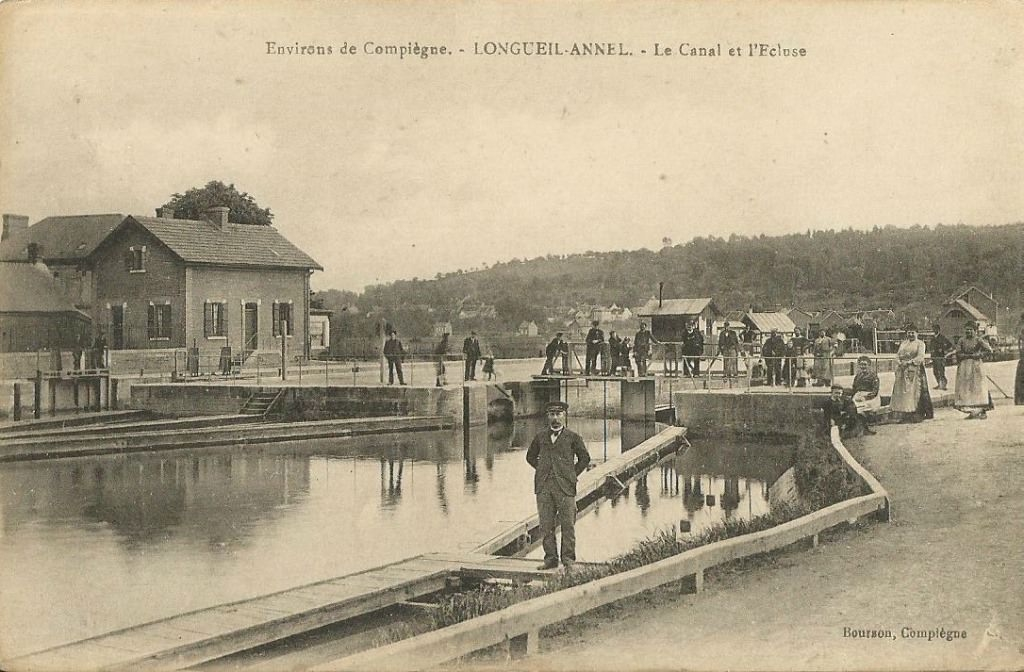
Le canal et l'écluse.
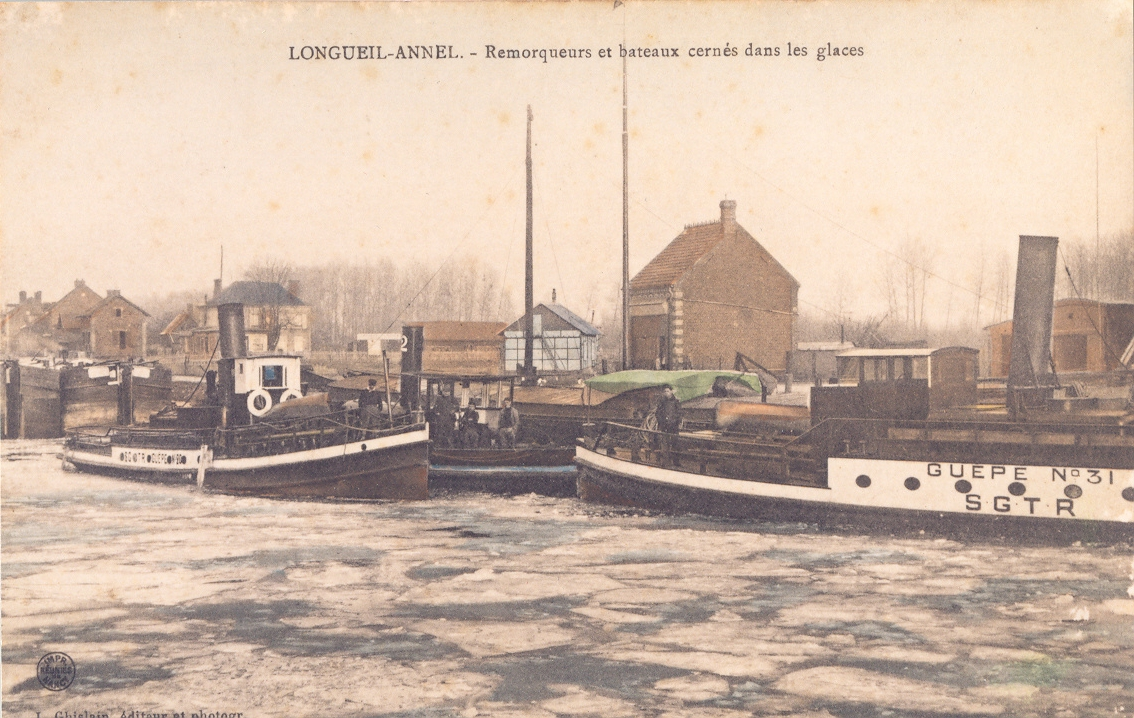
Le canal pris par la glace.
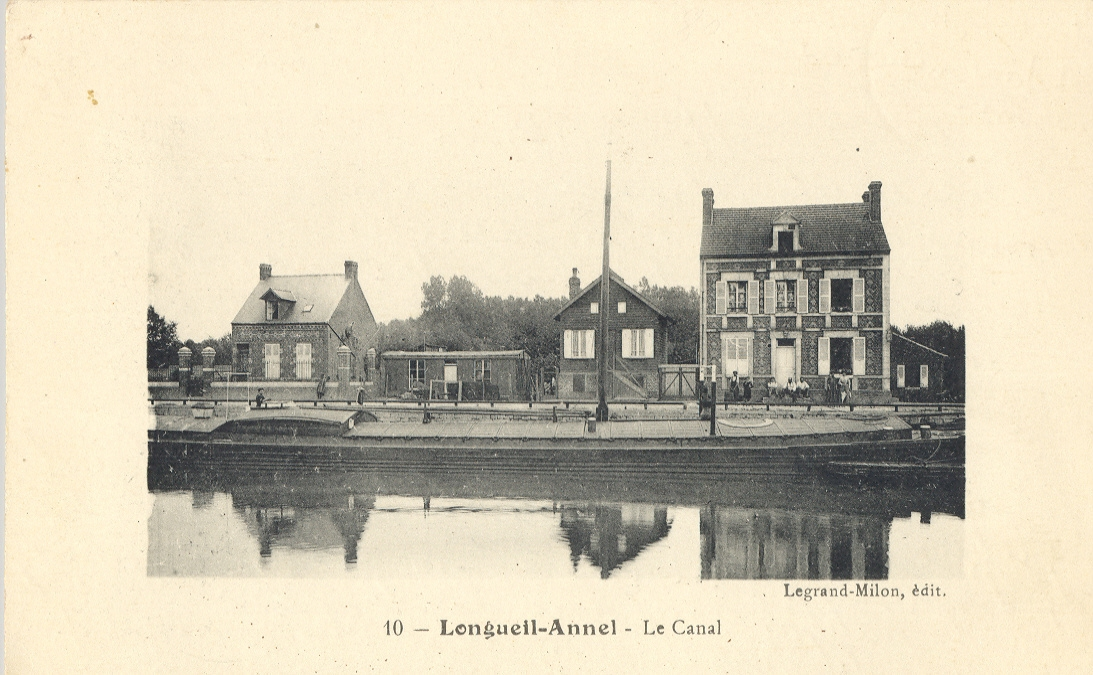
Le canal.
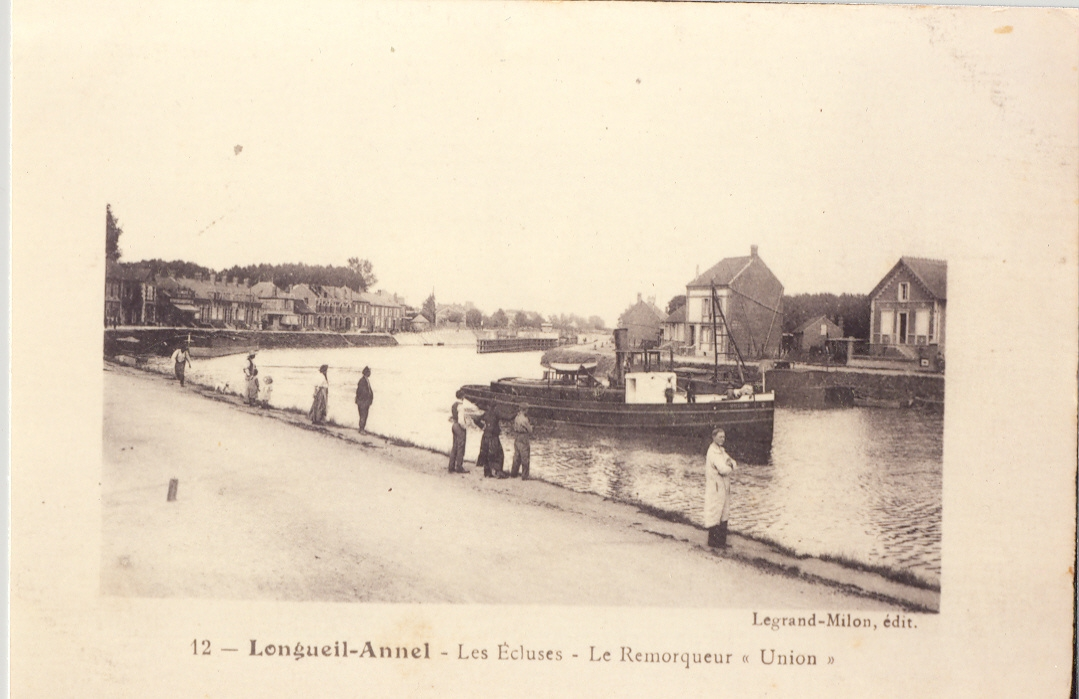
Vue du port fluvial.
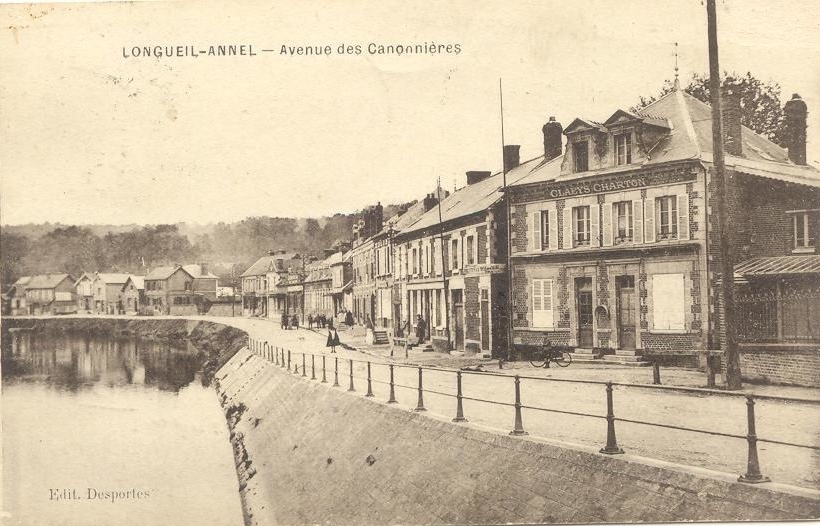
L'avenue des Canonnières.
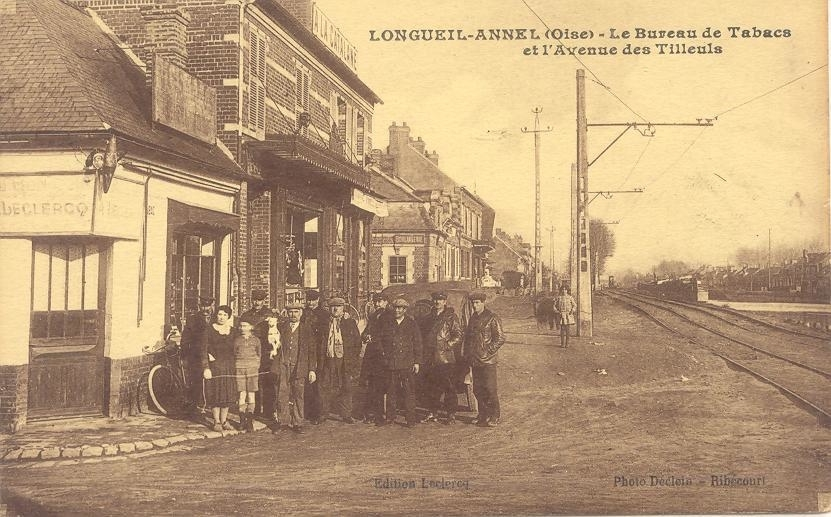
l'avenue des Tilleuls.

Le village a subi des destructions pendant la Première Guerre mondiale et a  été décoré de la Croix de guerre 1914-1918, le 21 février 1921.
En 1933, le château d'Annel devient un collège médical pour enfants "caractériels", sous la direction du Dr Robert Préaut. Après moult péripéties entre-deux-guerres cette expérience se transformera pour devenir l'institution Hameau-école de l'Ile-de-France de 1945 à 1964. Elle accueille des enfants rescapés de guerre dans ce qui s'est apparenté à une "Républiques d'enfants".

## Politique et administration

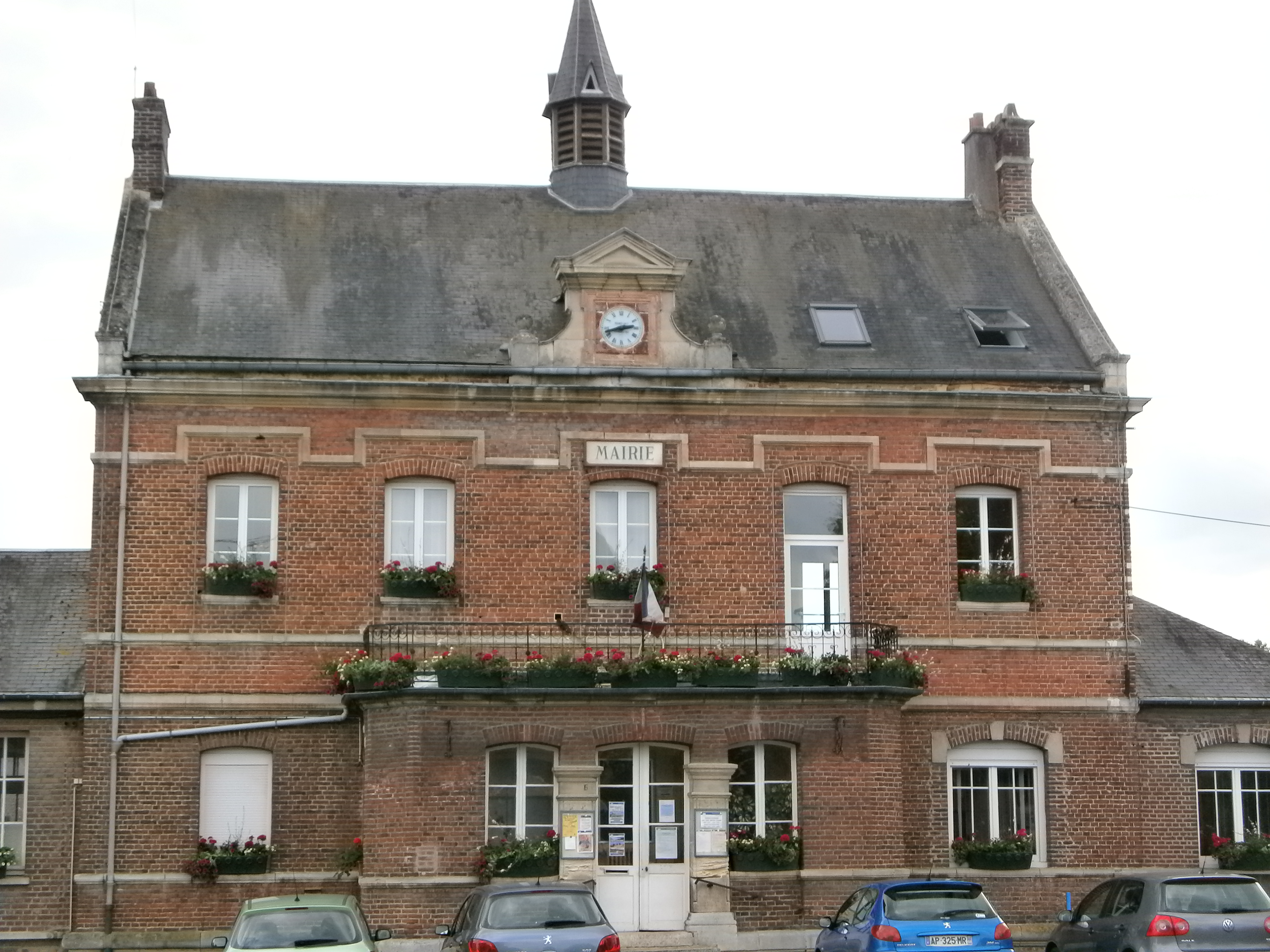
Mairie de Longueil-Annel.

### Rattachements administratifs et électoraux
Rattachements administratifs
La commune se trouve dans l'arrondissement de Compiègne du département de l'Oise.
Après avoir été rattachée en 1790 au canton de Coudun, Longueil faisait partie depuis un arrêté du 23 vendémiaire an X du canton de Ribécourt-Dreslincourt. Dans le cadre du redécoupage cantonal de 2014 en France, cette organisation territoriale administrative a disparu, le canton n'est plus qu'une circonscription électorale.
Rattachements électoraux
Pour les élections départementales, la commune fait partie depuis 2014 du canton de Thourotte
Pour les élections législatives, elle fait partie de la sixième circonscription de l'Oise.

### Intercommunalité
Longueil-Annel est membre de la communauté de communes des Deux Vallées, un établissement public de coopération intercommunale (EPCI) à fiscalité propre créé fin 1995 et auquel la commune avait transféré un certain nombre de ses compétences, dans les conditions déterminées par le code général des collectivités territoriales.

### Tendances politiques et résultats
Lors du premier tour des élections municipales de 2020 dans l'Oise, la liste menée par le maire sortant Daniel Beurdeley remporte le scrutin dès le premier tour avec 67 % des suffrages exprimés, contre 33 % pour la liste menée par Jacques Delhay

### Liste des maires
| Période                                  | Période                        | Identité                        | Étiquette | Qualité |
| ---------------------------------------- | ------------------------------ | ------------------------------- | --------- | --- |
| Les données manquantes sont à compléter. |                                |                                 |           | |
| 1826                                     | 1834                           | Jean-Baptiste Devin de Graville |           | |
| 1834                                     | 1841                           | Nicolas Lebel                   |           | |
| 1841                                     | 1848                           | Jean-Baptiste Devin de Graville |           | Propriétaire, conseiller d'arrondissement |
| 1848                                     | 1862                           | Jean-Baptiste Morelle           |           | |
| 1863                                     | 1865                           | Nicolas Lebel                   |           | |
| 1866                                     | 1871                           | Victor Demonceaux               |           | |
| 1871                                     | 1878                           | Charles Tassart                 |           | |
| 1878                                     | 1883                           | Narcisse Louvet                 |           | |
| 1884                                     | 1904                           | Evode Secret                    |           | |
| 1904                                     | 1919                           | Napoléon Legrand                |           | |
| 1919                                     | 1925                           | Louis Croquet                   |           | |
| 1925                                     | 1929                           | Alexandre Boulanger             |           | |
| 1929                                     | 1935                           | Bertrand de Lavilleon           |           | |
| 1935                                     | 1944                           | Maurice Senecaux                |           | |
| 1945                                     | 1947                           | Léon Duvinage                   |           | |
| 1947                                     | mars 1971                      | Maurice Lanoizelet              | SFIO      | Artisan peintre |
| mars 1971                                | mars 1989                      | Marius Leclercq                 |           | |
| mars 1989                                | juin 1995                      | Maxence Fernez                  | DVD       | |
| juin 1995                                | En cours (au 30 novembre 2023) | Daniel Beurdeley                | PCF       | Conseiller régional de Picardie (2004 → 2015) Vice-président du conseil régional de Picardie (? → 2015) Vice-président de la communauté de communes des Deux Vallées (? → 2014) Réélu pour le mandat 2020-2026, |

### Instances de démocratie participative
La commune s'est dotée d'un conseil municipal d'enfants, dont les membres, âgés de 9 à 12 ans, ont demandé et obtenus en 2019 l'interdiction du tabac aux abords des écoles.

## Équipements et services publics

### Enseignement
La commune accueille l'institut thérapeutique éducatif et pédagogique (ITEP), jadis appelé l'IRPR (institut régional de psychothérapie et de rééducation)  de la Nouvelle Forge, qui offre une possibilité d'insertion pour une trentaine de jeunes déscolarisés, âgés de six à seize ans. L'équipement a quitté en 2014 le château d'Annel pour ses nouvelles installations dans la zone d'activités, derrière le magasin Carrefour Market,.

### Santé et solidarité
Une micro-crèche privée existe dans la commune depuis 2024.

## Population et société

### Démographie

#### Évolution démographique
L'évolution du nombre d'habitants est connue à travers les recensements de la population effectués dans la commune depuis 1793. Pour les communes de moins de 10 000 habitants, une enquête de recensement portant sur toute la population est réalisée tous les cinq ans, les populations de référence des années intermédiaires étant quant à elles estimées par interpolation ou extrapolation. Pour la commune, le premier recensement exhaustif entrant dans le cadre du nouveau dispositif a été réalisé en 2006.

En 2022, la commune comptait 2 595 habitants, en évolution de −0,5 % par rapport à 2016 (Oise : +0,87 %, France hors Mayotte : +2,11 %).
| 1793 | 1800 | 1806 | 1821 | 1831 | 1836 | 1841 | 1846 | 1851 |
| ---- | ---- | ---- | ---- | ---- | ---- | ---- | ---- | ---- |
| 148  | 145  | 168  | 181  | 284  | 269  | 278  | 304  | 334  |

| 1856 | 1861 | 1866 | 1872 | 1876 | 1881 | 1886 | 1891 | 1896 |
| ---- | ---- | ---- | ---- | ---- | ---- | ---- | ---- | ---- |
| 294  | 305  | 332  | 369  | 514  | 571  | 808  | 593  | 734  |

| 1901 | 1906 | 1911  | 1921 | 1926  | 1931  | 1936  | 1946  | 1954  |
| ---- | ---- | ----- | ---- | ----- | ----- | ----- | ----- | ----- |
| 857  | 956  | 1 071 | 960  | 1 183 | 1 185 | 1 292 | 1 467 | 1 644 |

| 1962  | 1968  | 1975  | 1982  | 1990  | 1999  | 2006  | 2011  | 2016  |
| ----- | ----- | ----- | ----- | ----- | ----- | ----- | ----- | ----- |
| 1 973 | 2 101 | 2 666 | 2 649 | 2 442 | 2 347 | 2 276 | 2 431 | 2 608 |

| 2021  | 2022  | - | - | - | - | - | - | - |
| ----- | ----- | - | - | - | - | - | - | - |
| 2 595 | 2 595 | - | - | - | - | - | - | - |

#### Pyramide des âges
La population de la commune est relativement jeune.
En 2018, le taux de personnes d'un âge inférieur à 30 ans s'élève à 36,2 %, soit en dessous de la moyenne départementale (37,3 %). À l'inverse, le taux de personnes d'âge supérieur à 60 ans est de 24,5 % la même année, alors qu'il est de 22,8 % au niveau départemental.
En 2018, la commune comptait 1 278 hommes pour 1 346 femmes, soit un taux de 51,3 % de femmes, légèrement supérieur au taux départemental (51,11 %).
Les pyramides des âges de la commune et du département s'établissent comme suit.
| Hommes | Classe d’âge | Femmes |
| ------ | ------------ | ------ |
| 0,0    | 90 ou +      | 1,1    |
| 7,0    | 75-89 ans    | 9,1    |
| 15,6   | 60-74 ans    | 16,2   |
| 19,7   | 45-59 ans    | 17,9   |
| 22,0   | 30-44 ans    | 19,2   |
| 16,7   | 15-29 ans    | 17,5   |
| 19,2   | 0-14 ans     | 19,1   |

| Hommes | Classe d’âge | Femmes |
| ------ | ------------ | ------ |
| 0,5    | 90 ou +      | 1,4    |
| 5,5    | 75-89 ans    | 7,6    |
| 15,6   | 60-74 ans    | 16,3   |
| 20,8   | 45-59 ans    | 20     |
| 19,4   | 30-44 ans    | 19,4   |
| 17,6   | 15-29 ans    | 16,2   |
| 20,6   | 0-14 ans     | 19,1   |

### Manifestations culturelles et festivités
- Le Pardon de la batellerie, une journée de commémorations et d'animations pour honorer le souvenir des marins disparus en mer, créé en 1978 dans la commune et dont la 37e édition a eu lieu en juillet 2024[40],[41]

## Culture locale et patrimoine

### Lieux et monuments

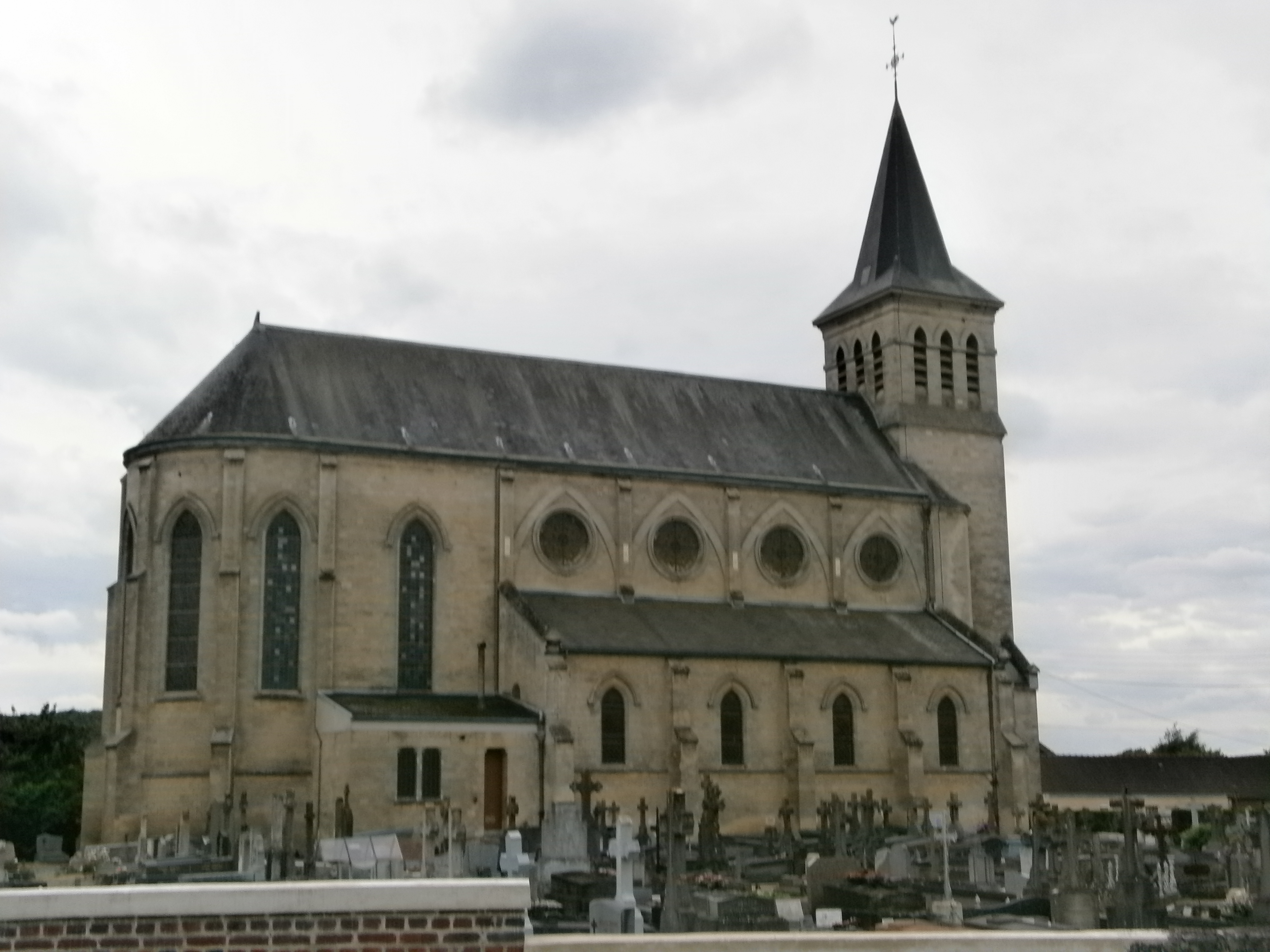
Église de Longueil-Annel.

- L'église Saint-Martin, élevée entre 1901 et 1903 sur l'initiative et grâce à la générosité de l'abbé Darras[42]. Son clocher, abîmé pendant la Première Guerre mondiale, a été restauré en 1930[43].
- Le château d'Annel, inscrit en 2018 comme monument historique[44], qui fut la première école d'agriculture de France à sa conception en 1771, sous  Louis XV, et accueillit au XXe siècle de nombreux enfants en difficultés[45],[46], et son parc[47].
- Le Mont Ganelon, zone naturelle d'intérêt écologique, faunistique et floristique de type I[48], et qui surplombe le village[49].
- La Cité des bateliers, un musée cré en 2000 à l'initiative de la Communauté de communes des Deux Vallées (CC2V), et consacré à la batellerie. Il est structuré autour de trois pôles[50],[51] :
  - La Maison Musée
  - La Péniche Musée "Freycinet", construite en 1936
  - Les Kiosques sonores et les berges du canal

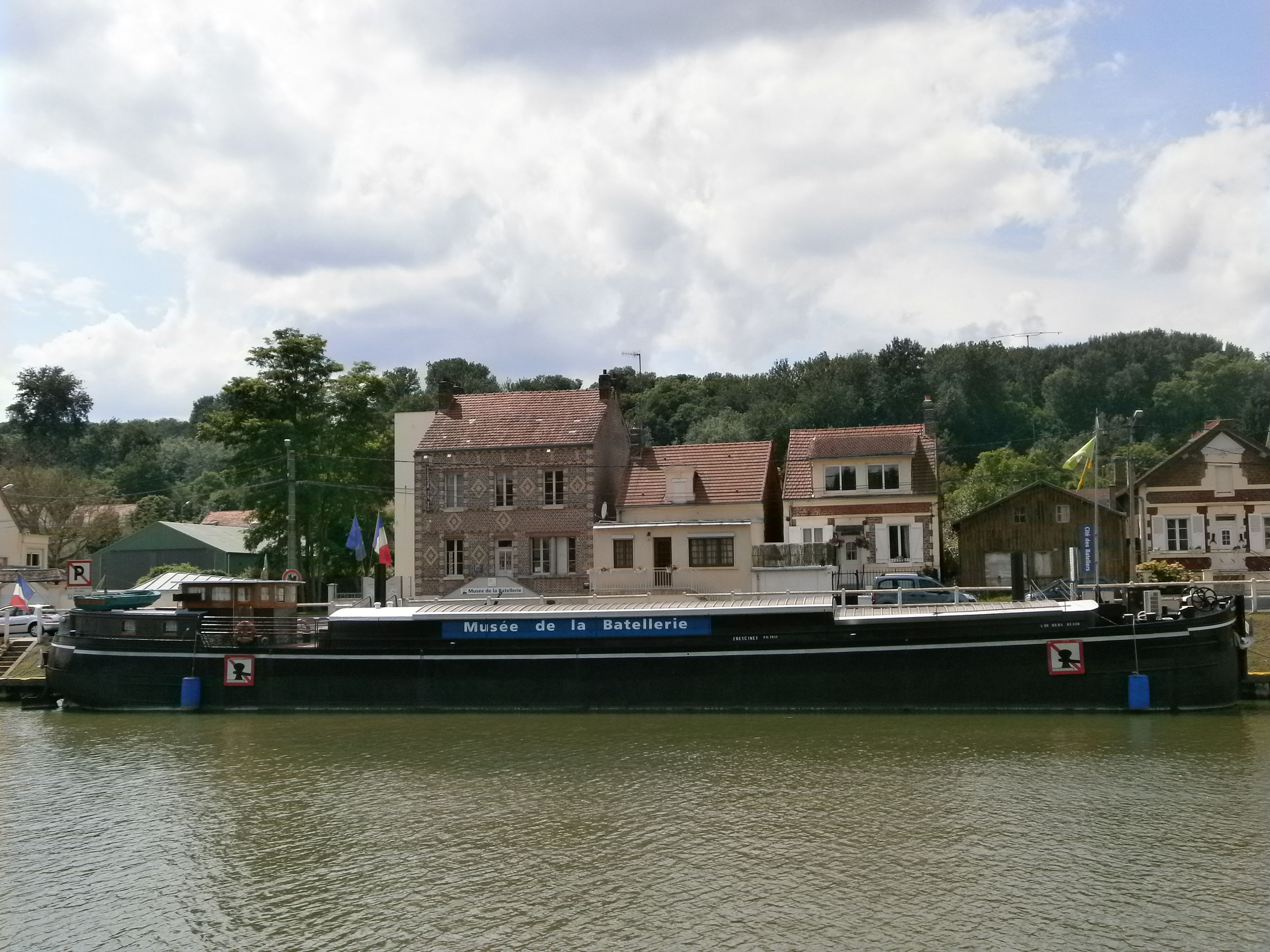
La Péniche Musée "Freycinet".

### Personnalités liées à la commune
- Pierre-Lucien Pannelier, (1725-1790), seigneur d'Annel, conseiller du roi, avocat en Parlement, receveur des domaines et bois du roi. Agronome et sylviculteur il a été fondateur d'une école d'agriculture à Annel.
- L'acteur Michel Piccoli a été scolarisé au collège d'Annel, où il a découvert le théâtre[22]. Michel Auclair ou Jean-Claude Pascal y ont également suivis leurs études[22].
- Pascal Danel (1944-2024), auteur-compositeur-interprète français, a été en pension au hameau-école de Longueil-Annel, d'où il tire son pseudonyme[52].

### Héraldique
| Blason de Longueil-Annel | Blason  | Parti au premier d'argent à la croix de gueules chargé de cinq besants d'or, au second d'azur à la barre à macaron d'or soutenue d'une rivière ondée d'argent posée en barre. |
| Blason de Longueil-Annel | Détails | Le statut officiel du blason reste à déterminer. |

## Pour approfondir